# Werner Becker (Musiker)
Werner Becker (* 4. Dezember 1943 in Celle), alias Anthony Ventura, ist ein deutscher Musiker, Arrangeur und Musikproduzent.

## Leben

### Anfänge
Aufgewachsen ist Werner Becker in Hamburg-Harburg. Zur Musik kam er im Kindesalter durch den glücklichen Umstand, dass ein Nachbar der Beckers ein Klavier abzugeben hatte, und er bekam es inklusive Klavierunterricht. Sein musikalisches Talent war so groß, dass er sich selbst gleich noch weitere Instrumente wie Akkordeon, Gitarre und Trompete beibrachte. Mit nur elf Jahren trat er erstmals am Klavier und Akkordeon in einer Band auf. Als Akkordeon-Spieler wurde er auch Mitglied der Band seines Nachbarn.
Trotz seines musikalischen Engagements plante Becker eine herkömmliche Berufskarriere. Er lernte Schriftsetzer und machte anschließend eine Ausbildung zum Werbegrafiker. Bis 1964 arbeitete er auch in diesem Beruf.
Bereits ein Jahr zuvor hatte er sich dem Tanztrio „Melodic Telstars“ angeschlossen und die Hammond-Orgel für sich entdeckt. Als Vollzeitmusiker bekam er in den folgenden Jahren auch Engagements im Ausland. Im Privatleben heiratete er und bekam zwei Töchter.
Ab 1970 wurde Becker Mitglied in der Bigband „Die Studiker“, wo er durch praktisches Üben sein Talent fürs Arrangieren und für die Studioarbeit entwickelte. In den Hamburger Studios lernte er unter anderem auch Dicky Tarrach kennen, den ehemaligen Schlagzeuger der Rattles und Wonderland. 1972 stieg Becker als Pianist bei dessen Band Randy Pie ein. Der musikalische Anspruch, der sie von den Krautrock-Bands der damaligen Zeit abhob, schlug sich allerdings nicht in kommerziellem Erfolg nieder, so dass er auch weiterhin nebenher als Arrangeur arbeitete.

### Anthony Ventura
1973 hatte dann Produzent Reinhard Streit die Idee, den Hit Je t’aime … moi non plus, an dessen Erfolg er 1969 beteiligt gewesen war, in einer entspannten Hammond-/Orchester-Version herauszubringen. Werner Becker übernahm das Arrangieren, Mischen und Einspielen mit zahlreichen Orchestersolisten. Für das erste Album Je t’aime – Traum Melodien wurden noch weitere Klassiker orchestral umgesetzt. Wegen des Randy-Pie-Engagements von Becker erschien es unter dem Interpretennamen „Orchester Anthony Ventura“. Er etablierte damit erfolgreich einen eigenen Orchestersound für den großen Easy-Listening-Markt und in kurzen Abständen erschienen bis 1982 zehn Alben der Je-t’aime-Reihe.
Becker verließ 1977 Randy Pie und konzentrierte sich auf seine eigenen Projekte. Neben Anthony Ventura trat er 1975 auch beim Vorentscheid für den Grand Prix Eurovision de la Chanson an (als W.W. Becker mit Heut’ bin ich arm, heut’ bin ich reich), allerdings erfolglos. Das Projekt Anthony Ventura blieb aber weiterhin ein Projekt aus dem Aufnahmestudio und es gab nur einzelne Auftritte mit dafür zusammengestellten Musikern.
Das sechste Je-t’aime-Album wurde unter dem Titel 20 Traum Melodien zum Jahreswechsel 1977/78 das erste Nummer-1-Album des Projekts. Es verkaufte sich über 1 Million Mal. Auch in Österreich, wo das Album Platz 2 erreichte, war Anthony Ventura inzwischen sehr erfolgreich.
Als 1980 der Musikverleger Hans R. Beierlein zum Projekt dazustieß, startete er eine Medienkampagne, um per Publikumswahl über Fernsehen und Printmedien Die schönsten Melodien der Welt zu bestimmen. Diese Lieblingstitel wurden dann von Anthony Ventura umgesetzt und als LP veröffentlicht. Das Ganze lief zu Gunsten der Deutschen Krebshilfe und wurde zu einer der erfolgreichsten Benefizaktionen im deutschen Musikgeschäft. Das Album, zehn Wochen Nummer 1 in Deutschland und Nummer 2 in Österreich, war ein so großer Erfolg, dass ein zweites Album veröffentlicht wurde. Dieses erreichte im Jahr darauf erneut Platz 1 in Deutschland. Ein dritter Teil erreichte 1982 immerhin noch Platz 4.
1986 folgte ein Zwischenspiel mit dem Comeback-Versuch von Randy Pie und dem Album Magic Ferry, womit dieses Kapitel endgültig abgeschlossen war.
In den folgenden Jahren nahm die Popularität der Tanzorchester immer mehr ab und als sich Ende der 1980er Reinhard Streit, der Erfinder des Projekts, zurückzog, stellte Becker das Orchester Anthony Ventura ein. Ein kurzzeitiges Wiederaufleben zwischen 1992 und 1995 erbrachte zwar noch drei weitere Alben, aber kein Anknüpfen an frühere Erfolge mehr. Insgesamt hat Anthony Ventura über zehn Millionen Alben verkauft und dafür zwei Gold-Auszeichnungen bekommen.

### Arrangeur und Produzent
Werner Becker hatte sich inzwischen immer mehr auf das Produzentengeschäft verlegt. Er produzierte und arrangierte zahlreiche namhafte Künstler aus dem Schlagerbereich wie Klaus und Klaus, Nino de Angelo, Roy Black, Howard Carpendale und Matthias Reim, aber auch internationale Künstler wie Mayte Mateos (Baccara), Engelbert, Bonnie Tyler und Roger Whittaker. Ab 2000 war er auch erfolgreich an Top-10-Hits von Jeanette Biedermann (No More Tears, It’s Over Now) und den No Angels (Reason) beteiligt.
Becker hat ein eigenes Tonstudio in Trelde bei Harburg. Musikalisch hat er selbst sich mittlerweile der Country-Musik zugewandt und verfügt über eine eigene Countryband, zu der unter Anderen der bekannte dänische Gitarrist Nils Tuxen gehört, der 1986 auch beim Comeback von Randy Pie dabei gewesen war. 2004 war er mit der Konzertreihe Country Goes Classic unterwegs mit klassisch arrangierten Countrysongs interpretiert unter anderem von Gunther Emmerlich, Deborah Sasson und Tom Astor.

## Diskografie
- Je t’aime – Traum Melodien (1973)[1]
- Je t’aime 2 (1974)
- Je t’aime 3 (1975)
- Je t’aime 4 (1976)
- Je t’aime 5 (1977)
- 20 Traum Melodien – Je t’aime 6 (1978) (DE: Gold)[2]
- Melodien der Welt – Je t’aime 7 (1978)
- Fantastic Dance Party (1978)
- Je t’aime 8 (1979)
- Die schönsten Melodien der Welt (1980) (DE: Gold)[2]
- Je t’aime 9 (1981)
- Die schönsten Melodien der Welt Nr. 2 (1981) (DE: Gold)[2][3]
- Je t’aime 10 – Traum-Melodien aus Frankreich (1982)
- Die schönsten Melodien der Welt Nr. 3 (1982)
- Zeit für Zärtlichkeit (1992)
- Abendstille überall
- Silent Sound of Simon & Garfunkel
- Melodien zum Träumen